# سنگ‌پشت‌واران
سنگ‌پشت‌واران (نام علمی: Testudinoidea) نام یک بالاخانواده از راسته لاک‌پشت‌سانان است.